# Мятеж в Мянтсяля
Мятеж в Мянтсяля (фин. Mäntsälän kapina) — вооружённое выступление финляндских ультраправых в феврале-марте 1932 года. Был инициирован Движением Лапуа, проходил под антикоммунистическими, антимарксистскими и антиправительственными лозунгами. Развивался в общенациональный мятеж, грозивший государственным переворотом. Подавлен правительственными силами.

## Контекст противоборства
В начале 1930-х годов на фоне Великой депрессии в Финляндии обострилось политическое противостояние. Усиливалось влияние Социал-демократической партии, активизировалось коммунистическое подполье. На противоположном фланге возникло и развивалось ультраправое Движение Лапуа, выступавшее под лозунгами Белой Финляндии, национализма, антикоммунизма и популизма профашистского толка.
Лапуаское движение объединяло до 70 тысяч человек, в основном крестьян и представителей городского среднего класса. Лапуасцы требовали жёсткого искоренения коммунизма, запрета всех левых марксистских организаций, включая легальную социал-демократию, установления авторитарно-популистского режима по типу итальянского фашизма. Многие праворадикальные активисты состояли также в белом Охранном корпусе, молодёжном «штурмовом» движении Sinimustat или женской военизированной организации Лотта Свярд. Для лапуасцев была характерна тактика прямого действия с применением политического насилия.
В ноябре 1930 года вступили в силу Закон о защите республики и пакет антикоммунистических актов, ограничивающих политические права организаций, связанных с компартией. Лапуасцы настаивали на жёстком применении этого законодательства. Однако в марте 1931 к власти пришёл консервативно-центристский кабинет Юхо Сунилы. Ультраправые считали правительственный курс непоследовательным и склонным к компромиссу с левыми силами, особенно с социал-демократами, на которых оказывали теневое влияние коммунисты. Более лояльно лапуасцы относились к президенту Перу Свинхувуду.
Ситуация резко обострилась осенью 1931 года. Ссылаясь на принятые годом ранее законы, лапуасцы организовывали атаки на социал-демократов, закрывали их помещения, разгоняли собрания. Власти пребывали в некоторой растерянности. Вставал вопрос: «Кто в стране номер 1 — правительство или Косола?».

## Завязка конфликта
27 февраля 1932 года социал-демократический депутат Микко Эрих организовал в Народном доме одного из районов Мянтсяля собрание своих сторонников. Это вызвало жёсткую реакцию правых: в Мянтсяля шли жестокие бои и террористические расправы во время гражданской войны; депутат Эрих раньше был консерватором и членом Национальной коалиции, после перехода к социал-демократам он рассматривался как «перебежчик».
Морской офицер Эсра Терян вывел несколько сотен боевиков Охранного корпуса. Они открыли огонь по Народному дому. Никто не погиб, но несколько пуль попали в зал собрания. Эрих обратился за помощью к полиции и покинул Мянтсяля.
Министр внутренних дел Эрнст фон Борн и губернатор провинции Уусимаа Бруно Яландер были возмущены происшедшим. Особенно вопиющим был тот факт, что социал-демократы и коммунисты формально отстаивали законное право на свободу собраний. Власти выделили Микко Эриху полицейскую охрану и гарантировали возможность проведения мероприятия. В ответ лапуасцы объявили сбор с оружием и призвали своих сторонников прибыть в Мянтсяля.

## Лидеры мятежа
- Вихтори Косола, лидер Лапуаского движения — политическое руководство.

- Курт Валлениус, генерал-майор — военное руководство.

- Арттури Вуоримаа, экономический журналист — оперативное командование.

- Вальде Сарио, карело-финский боевик — идеологическое обеспечение.

- Рафаэль Хаарла, предприниматель — финансирование движения.

- Арне Сомерсало, подполковник ВВС.

- Пааво Суситайвал, инспектор Охранного корпуса.

- Иивари Койвисто, банковский служащий.

- Кости-Пааво Ээролайнен, бывший полицейский, боевик и публицист Лапуаского движения.

Все они были известны как праворадикальные антикоммунисты и активные участники гражданской войны на белой стороне.

## Выступление против правительства
Руководство боевиками первоначально принял на себя Пааво Суситайвал. Но уже 28 февраля руководство перешло к харизматичному лапуаскому активисту лейтенанту Охранного корпуса Арттури Вуоримаа. Под его диктовку была написана Декларация, направленная президенту Свинхувуду:

Мы, законопослушные патриоты, поднялись не против государственной власти, а против красного марксизма, ради победы над которым мы уже пролили много крови… Если правительство не хочет нас слышать, если правительство продолжает попустительствовать проклятой марксистской социал-демократии, если Яландер и Борн ведут к гибели страну и народ — мы не можем этого позволить.

Мы не отступим в борьбе с марксизмом. Мы сожалеем о событиях в Мянтсяля и нарушении закона. Правительство ещё может восстановить мир и порядок. Быстрые и решительные меры спасут страну от гражданской войны. Правительство может одолеть наши войска, но не одолеет массу патриотов. История ещё оценит и нас, и наших противников.

Вечером 28 февраля Вуоримаа обратился за помощью к бывшему начальнику генштаба Курту Мартти Валлениусу, главному военному специалисту Лапуаского движения. В Мянтсяля прибыли Валлениус и Вихтори Косола с отрядами вооружённых сторонников. Роту из Южной Остроботнии привёл сын Косолы Нийло. Боевая тревога была объявлена в Охранном корпусе. Движение Лапуа объявило общенациональную мобилизацию.
Общее количество сконцентрированных в Мянтсяля боевиков достигло 5 тысяч человек. В первые дни отмечалась заметная общественная поддержка, особенно со стороны крестьян, и высокая степень дисциплины (за распитие алкогольных напитков Косола распорядился применять телесные наказания, но трезвость выдерживалась лишь первые дни).
В ночь на 29 февраля в правительстве осознали серьёзность положения. Локальный мятеж разрастался в общенациональный и создавал потенциальную угрозу государственного переворота. Подавление сделалось для правительства вопросом не только престижа, но и самосохранения. Были выдвинуты войска для занятия коммуникаций и блокирования очага восстания.
Было решено ввести в действие Закон о защите республики. Парадокс ситуации заключался в том, что акт, принимавшийся для противодействия коммунистам, приходилось использовать против антикоммунистических мятежников. На основании этого закона был издан приказ об аресте руководителей Лапуаского движения и закрытии его печатных органов.
Со своей стороны, мятежники не решались на атаку. В городе Хямеенлинна было сделано заявление лапуаского руководства, где говорилось о необходимости отставки кабинета Сунилы в интересах гражданского мира. Лапуасцы призвали к созданию нового правительства — «свободного от партийной политики и опирающегося на поддержку патриотов». Повстанческие лидеры рассчитывали на понимание со стороны президента.

## Разногласия в государственном руководстве
В политическом руководстве и военном командовании наблюдалось различие позиций. Премьер Сунила, большинство министров, лидеры социал-демократов Вяйнё Таннер и аграриев Юхо Нюкканен, главнокомандующий вооружёнными силами генерал Аарне Сихво выступали за силовое подавление мятежа.
Командующий Охранным корпусом Лаури Мальмберг фактически солидаризировался с повстанцами, возложил ответственность на Яландера и фон Борна и выступил за отставку правительства. Министры-консерваторы Эдвард Кильпеляйнен, Кюёсти Ярвинен, Нийло Солья выступили в поддержку лапуасцев и демонстративно вышли из правительства. Особенно важное значение имела позиция председателя Государственного комитета обороны Карла Густава Эмиля Маннергейма, который симпатизировал восстанию, хотя воздерживался от публичных заявлений. Аналогичную позицию занимали некоторые командиры армейских соединений.
Окончательное решение оставалось за президентом Свинхувудом, на поддержку которого рассчитывали обе стороны.

## Речь президента
Утром 2 марта вожаки мятежа решились на активные действия. Около трёхсот повстанцев под командованием ветеринара Вилле Косолы (брат Вихтори Косолы) взяли под контроль военный штаб в Сейняйоки. Мятеж начал распространяться по Южной Остроботнии. Генерал Сихво вновь потребовал применить военную силу, но встретил возражения других военачальников, особенно Мальмберга. Возникла опасность вооружённого столкновения между правительственной армией и сочувствующим восстанию Охранным корпусом.
Вечером 2 марта Пер Эвинд Свинхувуд выступил по радио:

Никто не должен слушать тех, подстрекает к вооружённой борьбе против законного общественного порядка. Всю жизнь я боролся за торжество права и справедливости, и не могу допустить попрания закона и вооружённой междоусобицы. Стране будет причинён неисчислимый ущерб, если часть Охранного корпуса забудет свою присягу и выступит против порядка, который они поклялись защищать.

На собственную ответственность я принимаю меры по восстановлению мира. Любое деяние против конституционного порядка явится выступлением лично против меня. Людям, которые сожалеют о своей ошибке и опасаются надвигающихся последствий, я обещаю: если они вернутся в свои дома, то не будут подвергнуты никакому наказанию. За исключением зачинщиков мятежа.

Выступление президента слушали 200 тысяч человек, 3 марта оно было опубликовано в печати. Это обозначило переломный момент событий. Консервативная часть населения доверилась главе государства и отвернулась от восстания. Государственные структуры, особенно силовые, сориентировались на подавление. Сами мятежники были сильно деморализованы. (Интересно при этом, что сын президента Эйно Свинхувуд был сторонником восстания.)

## Переговоры и подавление мятежа
Несмотря на речь Свинхувуда, праворадикальные активисты готовы были продолжать вооружённую борьбу. Выступления продолжались в разных концах страны — были захвачен ряд объектов в городе Йювяскюля. Важную роль в предотвращении кровопролития сыграли авторитетные повстанцы — подполковник Матти Лаурила и журналист Арттури Лейнонен. Они активно знакомили участников восстания с выступлением президента, убеждали воспользоваться обещанием амнистии.
4 марта часть мятежников начала сдаваться. Президент поручил переговоры подполковнику Элье Рихтниеми, авторитетному среди антикоммунистов белому ветерану гражданской войны. В Сейняйоки в переговорах участвовали Матти Лаурила и — с правительственной стороны — подполковник Нийло Сигелл. Повстанческий командир Густав Латвала, не желая признавать поражение, покончил с собой. В своём завещании он попросил президента помиловать сдающихся.
5 марта подполковник Рихтниеми провёл в Мянтсяля переговоры с Вихтори Косолой. Обстановка была напряжённой, генерал Валлениус отказывался от компромисса. Среди повстанцев распространилось настроение революционной жертвенности, они собирались дать последний бой у лютеранской кирхи. Однако ситуацию изменило сообщение из Йювяскюля, где мятежники сложили оружие под гарантии Свинхувуда. Пааво Суситайвал обратился по радио с призывом последовать их примеру.
В ночь на 6 марта Рихтниеми объявил о достигнутом соглашении. Повстанцы покидали Мянтсяля. Рядовым было разрешено даже сохранить оружие. Руководителей же мятежа начали арестовывать, выполняя указание Свинхувуда.
Вихтори Косолу и Арне Сомерсало подполковник Рихтниеми доставил в полицейское управление Хельсинки. Курт Валлениус сдался Лаури Мальмбергу (при этом оба сильно выпили). Общее количество арестованных превысило 120 человек.

## Суд над мятежниками
Процесс по делу о мятеже в Мянтсяля открылся в Турку 16 июля 1932. Приговоры были вынесены 26 июля и вступили в силу 21 ноября. 52 мятежника были приговорены к реальным (хотя и кратким) срокам лишения свободы, 32 — к условным, 20 человек помилованы, 24 оправданы.
Наибольший срок получил Арттури Вуоримаа — 2,5 года тюрьмы. Именно он был признан главным вдохновителем, организатором и вожаком мятежа.
Вихтори Косола, Kурт Валлениус и Вальде Сарио были приговорены к 9 месяцам каждый. Их вина рассматривалась как менее тяжкая, хотя первые двое занимали более высокое, нежели Вуоримаа, положение в Лапуаском движении.
6 месяцев получил предприниматель Рафаэль Хаарла, финансист Лапуаского движения.
Кости-Пааво Ээролайнен, уже имевший проблемы с законом, скрылся и бежал в Эстонию. Впоследствии был экстрадирован в Финляндию и отбыл три года заключения.
Практически все осуждённые были освобождены условно-досрочно.
При повторном рассмотрении дела в Верховном суде Косола и Валлениус были приговорены к 1 году условно каждый. Ещё 30 человек получили различные сроки. Вердикт был вынесен 22 февраля 1934. К тому времени наказания уже являлись отбытыми.

## Значение и последствия
Мятеж в Мянтсяля стоит в ряду таких событий, как Поход на Рим итальянских фашистов, Пивной путч германских нацистов, парижские беспорядки 6 февраля 1934. Во всех этих случаях имели место попытки ультраправых совершить государственный переворот через массовые вооружённые беспорядки.
Подавление мятежа продемонстрировало устойчивость конституционных порядков в Финляндии. Несмотря на явную слабость правительства и разногласия в силовых структурах, законно избранный глава государства продемонстрировал свой политический авторитет. Госаппарат и общество выразили доверие президенту Свинхувуду.
Движение Лапуа было запрещено и распущено. В 1933 правые радикалы учредили партию Патриотическое народное движение — гораздо менее массовую и действующую в основном в правовом поле.

С той же идеологией — корпоративизм, Великая Финляндия, президент и народ… С тем же Косолой на председательском посту. Со Свирепой Хильей, ссаживающей в парламенте спикера. С молодёжными штурмовыми отрядами. Под той же символикой. Но не выходившая за рамки правового поля. Научены были, что всё всерьёз.

Вооружённые антиправительственные выступления со стороны финских ультраправых более не предпринимались.